# Commutatore (matematica)
Per commutatore, in matematica, si intende una composizione di due elementi di una struttura algebrica, riferita a un'operazione binaria che fornisce un terzo elemento diverso dall'elemento neutro quando i due elementi dati non soddisfano la proprietà commutativa. I commutatori sono ampiamente usati nella teoria dei gruppi, nella teoria degli anelli, nelle algebre di Lie. Nella meccanica quantistica sono usati per formulare il principio di indeterminazione.
L'anticommutatore è un operatore usato specialmente in meccanica quantistica che prende in ingresso due operatori. L'anticommutatore tra {\displaystyle a} e {\displaystyle b} è definito come:
{\displaystyle \{a,b\}=ab+ba.}

## Teoria dei gruppi

### Definizione
Sia {\displaystyle G} un gruppo la cui unità denotiamo con {\displaystyle e}. Il commutatore di due elementi {\displaystyle a} e {\displaystyle b} del gruppo è l'elemento
{\displaystyle [a,b]:=a^{-1}b^{-1}ab.}

### Proprietà
Si dice che due elementi {\displaystyle a} e {\displaystyle b} del gruppo {\displaystyle G} commutano quando {\displaystyle ab=ba}. Questo accade se e solo se il loro commutatore è l'unità:
{\displaystyle [a,b]=e.}

### Sottogruppo commutatore
Il sottogruppo generato da tutti i commutatori di {\displaystyle G} è detto sottogruppo dei commutatori o sottogruppo derivato di {\displaystyle G}, e spesso si indica con {\displaystyle [G,G]} (o anche {\displaystyle K(G)}). Gli elementi di {\displaystyle [G,G]} sono prodotti di un numero finito di commutatori e loro inversi, ossia ogni elemento di {\displaystyle [G,G]} è della forma:
{\displaystyle [a_{1},b_{1}]\cdot \ldots \cdot [a_{n},b_{n}],\quad {\text{con }}a_{1},\ldots ,a_{n},b_{1},\ldots ,b_{n}\in G.}
Un gruppo è abeliano se e solo se questo sottogruppo è triviale, ossia costituito dalla sola unità di {\displaystyle G}.
Il sottogruppo commutatore è caratteristico (dunque normale), quindi è sempre definibile il gruppo quoziente {\displaystyle G/[G,G]}. Informalmente si può dire che, nella costruzione di questo quoziente, si considerano trascurabili gli elementi che non commutano: risulta infatti che {\displaystyle G/[G,G]} è abeliano. Più precisamente, {\displaystyle [G,G]} è il più piccolo sottogruppo normale di {\displaystyle G} tale che il quoziente risulti essere abeliano. Questo quoziente viene chiamato l'abelianizzato di {\displaystyle G}.
Va segnalato che, in vari testi, il commutatore di due elementi è definito in modo lievemente differente:
{\displaystyle [a,b]_{2}:=aba^{-1}b^{-1}=[a^{-1},b^{-1}].}
Anche con questa definizione due elementi commutano se e solo se il commutatore è l'unità e si ottiene lo stesso sottogruppo derivato individuato in precedenza.

## Teoria degli anelli

### Definizione
Sia {\displaystyle A} un anello. Il commutatore di due suoi elementi {\displaystyle a} e {\displaystyle b} è l'elemento
{\displaystyle [a,b]:=ab-ba.}

### Proprietà
Due elementi {\displaystyle a} e {\displaystyle b} commutano se {\displaystyle ab=ba}. Questo accade se e solo se il commutatore si annulla:
{\displaystyle [a,b]=0.}
Il commutatore è una funzione bilineare sull'anello:
{\displaystyle [a,b+c]=[a,b]+[a,c];}
{\displaystyle [a+b,c]=[a,c]+[b,c].}
Il commutatore è anticommutativo, ossia è una funzione bivariata antisimmetrica:
{\displaystyle [a,b]=-[b,a].}
Il commutatore è una composizione nilpotente:
{\displaystyle [a,a]=0.}
Il commutatore soddisfa l'identità di Jacobi:
{\displaystyle [a,[b,c]]+[b,[c,a]]+[c,[a,b]]=0.}
Il commutatore soddisfa una versione della regola di Leibniz:
{\displaystyle [a,bc]=[a,b]c+b[a,c].}
Quest'ultima espressione è interpretabile come regola di Leibniz per la mappa
{\displaystyle D_{a}\colon A\to A,}
{\displaystyle D_{a}\colon b\mapsto [a,b].}
che per la suddetta formula si dice rivestire il ruolo di derivazione sull'anello.
Altre relazioni:
{\displaystyle [ab,c]=a[b,c]+[a,c]b;}
{\displaystyle [a,bc]=[a,b]c+b[a,c];}
{\displaystyle [abc,d]=ab[c,d]+a[b,d]c+[a,d]bc.}

### Algebra di Lie
Se {\displaystyle A} è un'algebra associativa, la bilinearità espressa sopra vale anche per la moltiplicazione di uno scalare:
{\displaystyle [\lambda a,b]=\lambda [a,b]=[a,\lambda b].}
Da tutte le proprietà elencate segue che, sostituendo il prodotto in {\displaystyle A} con l'operazione binaria
{\displaystyle (a,b)\mapsto [a,b]}
si ottiene una nuova struttura di algebra per {\displaystyle A}: più precisamente, si ottiene una struttura di algebra di Lie. I commutatori possono quindi essere utilizzati per trasformare una qualsiasi algebra associativa in un'algebra di Lie.

### Esempi

#### Spazi di matrici
Le matrici {\displaystyle n\times n} su un campo fissato formano un'algebra associativa. Sostituendo l'usuale prodotto fra matrici con l'operazione di commutazione si ottiene quindi una struttura di algebra di Lie.

### Operatori su spazi di Hilbert
Le matrici reali {\displaystyle n\times n} agiscono sullo spazio euclideo {\displaystyle \mathbb {R} ^{n}}. Più in generale, si possono considerare varie algebre formate da operatori che agiscono su un determinato spazio di Hilbert {\displaystyle H}.
In meccanica quantistica, gli operatori descrivono gli osservabili e i loro commutatori misurano la precisione con cui due osservabili possono essere misurati simultaneamente. Generalmente {\displaystyle H} è un determinato spazio di funzioni.
Ad esempio, se {\displaystyle H} è uno spazio di funzioni di una variabile {\displaystyle x} a valori complessi, l'operatore posizione moltiplica ogni funzione per {\displaystyle x}:
{\displaystyle {\hat {x}}:f\mapsto x\cdot f}
mentre l'operatore di momento è una derivata:
{\displaystyle {\hat {p}}:f\mapsto -i\hslash {\frac {\partial f}{\partial x}}.}
I due operatori non commutano. Il loro commutatore è infatti
{\displaystyle \left[{\hat {x}},{\hat {p}}\right]={\hat {x}}\left(-i\hslash {\frac {\partial }{\partial x}}\right)-\left(-i\hslash {\frac {\partial }{\partial x}}\right){\hat {x}}.}
Per verificare che tale operatore è diverso da zero, lo si applica su una funzione {\displaystyle f(x)} e si ottiene il seguente risultato:
{\displaystyle \left[{\hat {x}},{\hat {p}}\right]f(x)=x\left(-i\hslash {\frac {\partial }{\partial x}}\right)f(x)+i\hslash {\frac {\partial }{\partial x}}{\big (}xf(x){\big )}=}
{\displaystyle -i\hslash \left[x{\frac {\partial }{\partial x}}f(x)-f(x)-x{\frac {\partial }{\partial x}}f(x)\right]=+i\hslash f(x).}
Poiché la relazione vale per ogni funzione {\displaystyle f} di {\displaystyle H}, si conclude che il commutatore è l'operatore che moltiplica ogni funzione per la costante {\displaystyle i\hslash }:
{\displaystyle \left[{\hat {x}},{\hat {p}}\right]:f\mapsto i\hslash f.}
La generalizzazione di questa relazione in tre dimensioni, con:
{\displaystyle {\hat {\textbf {x}}}=\left\{{{\hat {x}}_{1},{\hat {x}}_{2},{\hat {x}}_{3}}\right\},{\hat {\textbf {p}}}=\left\{{{\hat {p}}_{1},{\hat {p}}_{2},{\hat {p}}_{3}}\right\}}
è la seguente:
{\displaystyle \left[{\hat {x}}_{i},{\hat {p}}_{j}\right]=i\hslash \delta _{ij},}
dove {\displaystyle \delta _{ij}} è la delta di Kronecker.
Altre relazioni di commutazione utili in meccanica quantistica sono le seguenti, dove {\displaystyle n} è un intero maggiore o uguale a zero e {\displaystyle f(p)} e {\displaystyle g(x)} due funzioni sviluppabili in serie di Taylor:
- {\displaystyle \left[{\hat {x}},{\hat {p}}^{n}\right]=i\hslash n{\hat {p}}^{n-1}}
- {\displaystyle \left[{\hat {x}}^{n},{\hat {p}}\right]=i\hslash n{\hat {x}}^{n-1}}
- {\displaystyle \left[{\hat {x}},f({\hat {p}})\right]=i\hslash {\frac {\partial f}{\partial p}}}
- {\displaystyle \left[g({\hat {x}}),{\hat {p}}\right]=i\hslash {\frac {\partial g}{\partial x}}}

#### Dimostrazioni
Dimostriamo prima la relazione
- {\displaystyle \left[{\hat {x}},{\hat {p}}^{n}\right]=i\hslash n{\hat {p}}^{n-1}}

La dimostrazione procede per induzione: la relazione è vera per {\displaystyle n=1}, supponiamo che sia vera per qualunque {\displaystyle n} e dimostriamo allora che vale anche per {\displaystyle n+1}
{\displaystyle \left[{{\hat {x}},{\hat {p}}^{n+1}}\right]={\hat {p}}\left[{{\hat {x}},{\hat {p}}^{n}}\right]+\left[{{\hat {x}},{\hat {p}}}\right]{\hat {p}}^{n}=i\hslash n{\hat {p}}{\hat {p}}^{n-1}+i\hslash {\hat {p}}^{n}=i\hslash \left({n+1}\right){\hat {p}}^{n}}
La dimostrazione di 
- {\displaystyle \left[{\hat {x}}^{n},{\hat {p}}\right]=i\hslash n{\hat {x}}^{n-1}}

è analoga alla precedente.
Dimostriamo ora la relazione
- {\displaystyle \left[{\hat {x}},f({\hat {p}})\right]=i\hslash {\frac {\partial f}{\partial p}}}

Utilizzando lo sviluppo di Taylor possiamo scrivere
{\displaystyle f\left(p\right)=\sum \limits _{n}{\alpha _{n}p^{n}}}
da cui otteniamo
{\displaystyle \left[{{\hat {x}},f\left({\hat {p}}\right)}\right]=\left[{{\hat {x}},\sum \limits _{n}{\alpha _{n}{\hat {p}}^{n}}}\right]=\sum \limits _{n}{\alpha _{n}\left[{{\hat {x}},{\hat {p}}^{n}}\right]=i\hslash \sum \limits _{n}{\alpha _{n}n{\hat {p}}^{n-1}=i\hslash {\frac {\partial }{\partial p}}\sum \limits _{n}{\alpha _{n}{\hat {p}}^{n}}=}}i\hslash {\frac {\partial f}{\partial p}}}
La dimostrazione di
- {\displaystyle \left[g({\hat {x}}),{\hat {p}}\right]=i\hslash {\frac {\partial g}{\partial x}}}

è analoga alla precedente.